# Siergiej Zajkow
Siergiej Zajkow (kaz. Сергей Зайков; ur. 23 września 1987) – kazachski lekkoatleta specjalizujący się w biegu na 400 metrów. Wielokrotny medalista halowych imprez kontynentalnych. Jego rekordem życiowym na 400 metrów jest czas 45,67s osiągnięty 18 czerwca 2012 w Ałmaty w Kazachstanie.

## Osiągnięcia
| Rok  | Impreza                    | Konkurencja             | Miejsce  | Lokata      | Wynik    |
| ---- | -------------------------- | ----------------------- | -------- | ----------- | -------- |
| 2008 | Halowe mistrzostwa Azji    | Bieg na 400 metrów      | Doha     | 2. miejsce  | 48,12s   |
| 2009 | Halowe igrzyska azjatyckie | Bieg na 400 metrów      | Hanoi    | 3. miejsce  | 47,63s   |
| 2009 | Mistrzostwa Azji           | Bieg na 400 metrów      | Kanton   | 9. miejsce  | 47,47s   |
| 2010 | Halowe mistrzostwa Azji    | Bieg na 400 metrów      | Teheran  | 6. miejsce  | 49,80s   |
| 2010 | Halowe mistrzostwa Azji    | Sztafeta 4 × 400 metrów | Teheran  | 3. miejsce  | 3:17,06s |
| 2012 | Halowe mistrzostwa Azji    | Bieg na 400 metrów      | Hangzhou | 5. miejsce  | 48,97s   |
| 2012 | Igrzyska olimpijskie       | Bieg na 400 metrów      | Londyn   | 39. miejsce | 47,12s   |
| 2014 | Halowe mistrzostwa Azji    | Bieg na 400 metrów      | Hangzhou | 2. miejsce  | 48,37s   |
| 2014 | Halowe mistrzostwa Azji    | Sztafeta 4 × 400 metrów | Hangzhou | 1. miejsce  | 3:12,94s |
| 2014 | Igrzyska azjatyckie        | Bieg na 400 metrów      | Incheon  | 15. miejsce | 47,33s   |
| 2014 | Igrzyska azjatyckie        | Sztafeta 4 × 400 metrów | Incheon  | 8. miejsce  | 3:09,62s |
| 2015 | Mistrzostwa Azji           | Bieg na 400 metrów      | Wuhan    | 12. miejsce | 47,51s   |